# Derde Fitna
De Derde Fitna (Arabisch: الفتنة الثاﻟﺜـة al-Fitna al-thālitha) was een reeks burgeroorlogen in en opstanden tegen het Omajjaden-kalifaat. De eerste fase begon met de omverwerping van kalief Walid II in 744 en eindigde met de overwinning van Marwan II op verschillende rebellenfacties en tegenkaliefen in 747. Maar het gezag van de Omajjaden werd onder Marwan II nooit helemaal hersteld en de burgeroorlog liep uit op de Abbasidische Revolutie (746–750) die leidde tot de omverwerping van de Omajjaden en de vestiging van het Kalifaat van de Abbasiden. Een duidelijke chronologische afbakening van dit conflict is niet te maken.
Enkele jaren na de verdrijving van de Omajjaden uit Damascus, slaagde prins Abd al-Rahman I erin om de dynastie voort te zetten in Al-Andalus onder de naam emiraat Córdoba. Hierdoor werd de politieke eenheid van de Oemma voorgoed verbroken.